# دراوغراد
دراوغراد (بالإنجليزية: Dravograd)‏ هي مستوطنة تقع في سلوفينيا في بلدية درافوغراد ‏. يقدر عدد سكانها بـ 3,330 نسمة ومساحتها 2.40 كم2 ووترتفع عن سطح البحر 390.4 متر.

## أعلام
- نييتش بيتشنيك